# 중화민국 사법원

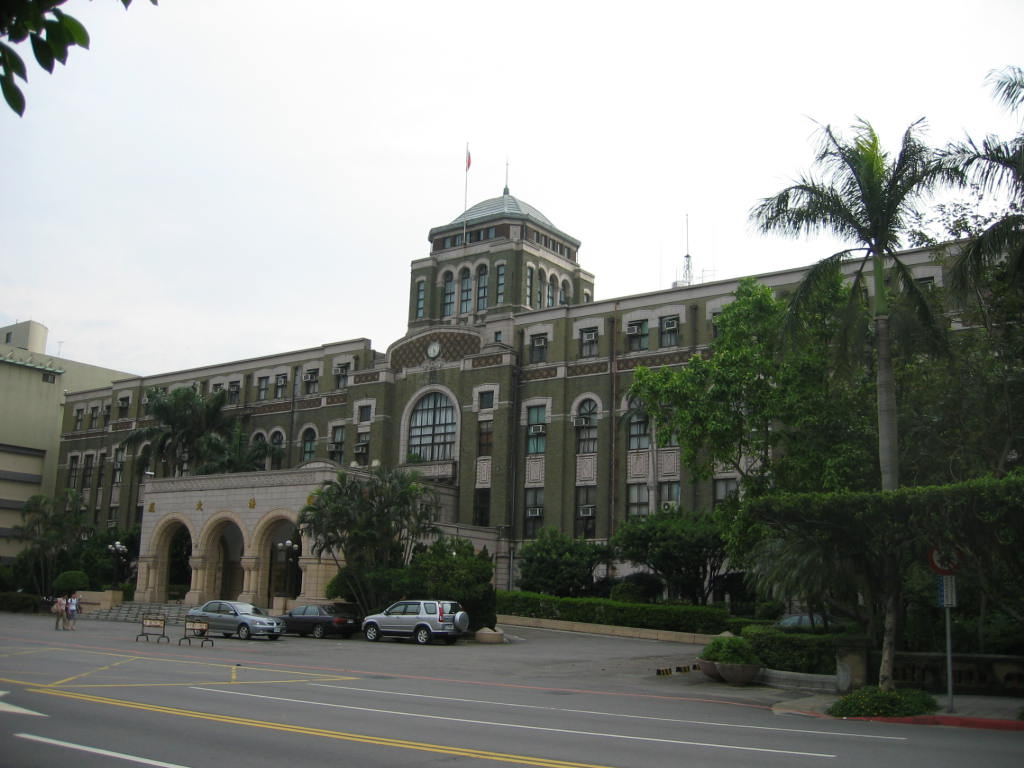
중화민국 사법원 청사

중화민국 사법원(中華民國 司法院)은 중화민국 최고의 사법 기관이다. 원장과 부원장을 포함해 총 15명의 법관으로 구성된다.

## 같이 보기
- 오권분립